# الطب والصيدلة في عصر الحضارة الإسلامية

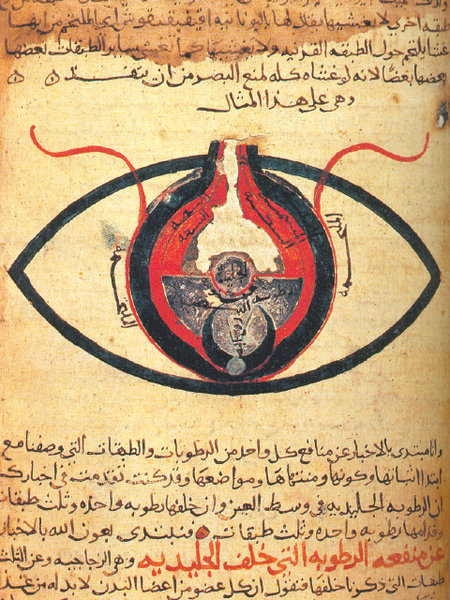
مخطوطة عن تشريح العين لحنين بن إسحق من كتابه المسائل في العين، محفوظة في المكتبة الوطنية في القاهرة، ومؤرخة منذ عام 1200م تقريبا.

في تاريخ الطب، يشار بمصطلح الطب الإسلامي أو الطب العربي أو طب العرب إلى الطب الذي أنتجته الحضارة الإسلامية وكتب بلغة عربية، والتي كانت لغة التواصل المشترك في زمن الحضارة الإسلامية. نشأ الطب الإسلامي نتيجةً للتفاعل الذي حدث بين الطب التقليدي العربي والمؤثرات الخارجية. كانت الترجمات الأولى للنصوص الطبية، عاملاً أساسيًا في تكوّن الطب الإسلامي. كما كان للترجمات اللاتينية للأعمال العربية أثرها البالغ في تطور الطب في نهاية العصور الوسطى وبداية عصر النهضة.
وفي الوقت الذي كانت فيه الكنيسة الغربية تحرم صناعة الطب، لأن المرض عقاب من الله ينبغي على الإنسان أن لا يصرفه عمن يستحقه، وهو الاعتقاد الذي ظل سائدًا في الغرب حتى القرن الثاني عشر. بدأ المسلمون في القرن التاسع الميلادي في تطوير نظام طبي يعتمد على التحليل العلمي. ومع الوقت، بدأ الناس يقتنعون بأهمية العلوم الصحية، واجتهد الأطباء الأوائل في إيجاد سبل العلاج. أنتجت الحضارة الإسلامية في العصور الوسطى أطباء عُد بعضهم من أعظم الأطباء في التاريخ البشري، والذين طوروا المستشفيات، واشتغلوا بالجراحة، واشتغلت النساء بالطب، ومنهن طبيبتان من عائلة ابن زهر خدمتا في بلاط الخليفة الموحدي أبو يوسف يعقوب المنصور في القرن الثاني عشر الميلادي. وقد ورد ذكر الطبيبات والقابلات والمرضعات في الكتابات الأدبية لتلك الفترة.
ومن أعظم هؤلاء الأطباء أبو بكر الرازي وابن سينا، وظلت كتبهم تدرّس في المدارس الطبية الإسلامية زمنًٍا طويلًا، وكان لهم وبالأخص ابن سينا أثرًا عظيمًا على الطب في أوروبا في العصور الوسطى. خلال العصور السالفة الذكر، كان المسلمون يصنفون الطب أنه فرع من فروع الفلسفة الطبيعية، متأثرين بأفكار أرسطو وجالينوس. وقد عرفوا التخصص، فكان منهم أطباء العيون ويعرفون بالكحالين، كان منهم الجراحين والفصادين والحجامين وأطباء أمراض النساء.

## نشأة الطب الإسلامي
كان الطب في الجاهلية طبًا بدائيًا اقتصر على التجارب والتعاويذ المتوارثة بين الأفراد. وقد اقتصر معظمه على الكي بالنار واستئصال الأطراف الفاسدة والتداوي بالعسل ومنقوع بعض الأعشاب النباتية، واللجوء إلى بعض التعاويذ والتمائم على يد الكهان والعرافين. اهتم العرب بعد الفتوحات الإسلامية في الشرق بأعمال الأطباء الإغريق والرومان القدماء أمثال أبقراط وجالينوس وديسقوريدوس التي كان السريان قد نقلوها إلى لغتهم في مدرسة جنديسابور التي فروا إليها هربًا من اضطهاد الأباطرة البيزنطيين للمذهب النسطوري الذي اعتنقوه. ومع بداية العصر العباسي، تطور الأمر بعدما بدأ العرب في نقل العلوم الطبية من مصادرها اليونانية مباشرة، بعدما عرفوا ما في الترجمات السريانية من ضعف، على أيدي بعض الأطباء الذين حذقوا اليونانية كآل بختيشوع وحنين بن إسحاق. ومع الوقت، انتشرت ممارسة مهنة الطب حتى أنه بلغ عدد الأطباء في بغداد وحدها في زمن الخليفة العباسي المقتدر بالله أكثر من 860 طبيبًا، بل ظهرت المصنفات التي تصنف الأطباء بحسب الفترة الزمنية التي عاشوا فيها أو بحسب المناطق التي استوطنوها، ولعل أهمها كتابي "طبقات الأطباء والحكماء" لابن جلجل و"عيون الأنباء في طبقات الأطباء لابن أبي أصيبعة.

## الكتب الطبية

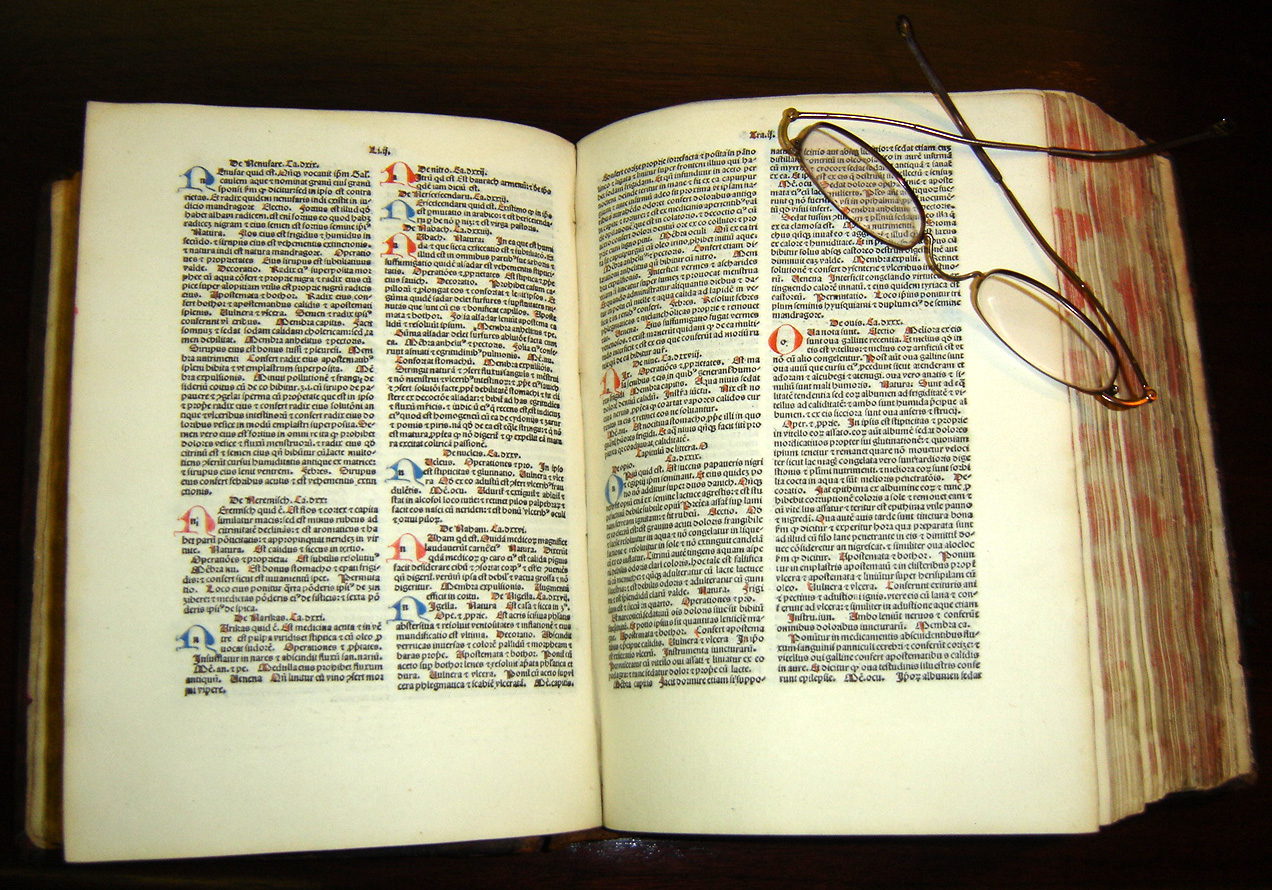
نسخة لاتينية من كتاب القانون في الطب ترجع لعام 1484، وهي محفوظة في مكتبة نيكسون الطبية التاريخية التابعة لجامعة تكساس للعلوم الصحية في سان أنطونيو.

كان كتاب فردوس الحكمة الذي كتبه ابن ربن الطبري في سبع مجلدات عام 860 م تقريبًا، أولى الموسوعات الطبية بالعربية كان الطبري من الرواد في علم تنشئة الطفل الذي أكّد فيه الروابط القوية بين علم النفس والطب، والحاجة للعلاج النفسي والإرشاد عند معالجة المرضى. كما ناقشت موسوعته أثر ساسروتا وتشانكيا في الطب، بما في ذلك العلاج النفسي.
كتب محمد بن زكريا الرازي كتابه الحاوي في الطب في القرن التاسع الميلادي، كما كان لكتابه الجامع الكبير شهرته الخاصة، لما سجله فيه الرازي من حالات سريرية عالجها الرازي بنفسه، وقدم فيه تسجيلات مفيدة جدًا عن أمراض مختلفة. وقد نشره في 23 مجلد، كل منها تشرح أجزاء من الجسد أو أمراض معينة، صنفها وجمعها بحسب فهمه. وقد ظلت معظم الجامعات الأوروبية تستخدم كتاب الحاوي كمرجع طبي هام حتى القرن السابع عشر. كما كتب الرازي كتابه المنصوري الذي كتبه لحاكم الريّ منصور بن إسحاق بن أحمد، والذي كان يحتوي على عشر مقالات تعتمد في الأساس على العلوم الإغريقية، اعتمد عليه طلاب الطب لقرون. للرازي كتاب آخر اسمه طب الملوك، الذي تناول فيه كيفية العلاج والوقاية من الأمراض والعلل من خلال اتباع النظم الغذائية. ويعتقد أنه كتب هذا الكتاب لعلية القوم الذين كان يعرف عنهم نهمهم، وغالبًا ما كانوا يصابون بأمراض المعدة. ومن الأعمال الأخرى، أطروحة في أسباب الزكام في فصل الربيع، التي شرح فيها الرازي أسباب الإصابة بالزكام عند استنشاق الورود في فصل الربيع.

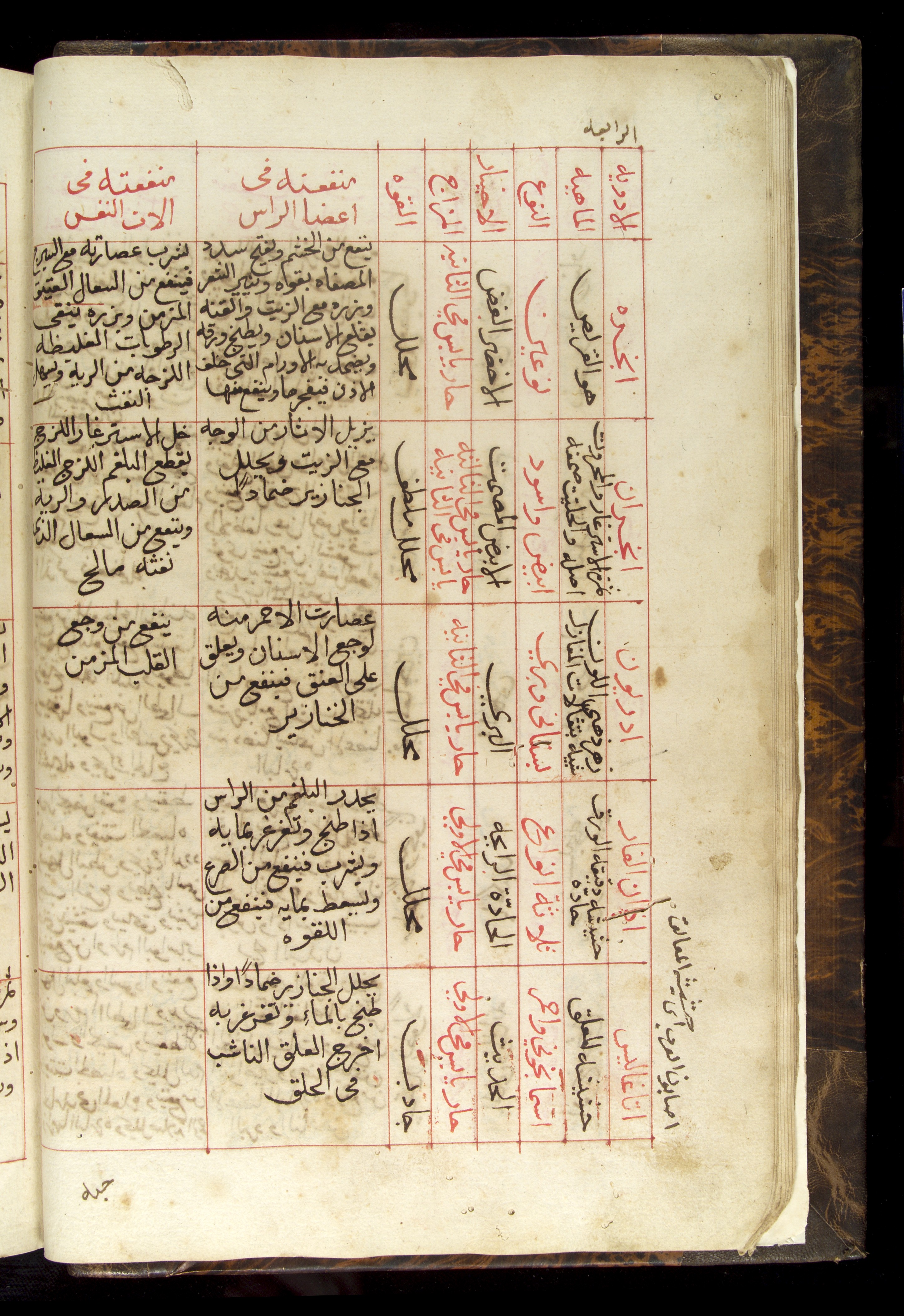
مخطوطة من كتاب "المنجح في التداوي من صنوف الأمراض والشكاوي" للعلائي المغربي من القرن الرابع الهجري.

كما كان لكتاب كامل الصناعة الطبية المعروف بالكتاب الملكي لعلي بن العباس المجوسي، الذي يعده بعض العلماء مؤسس علم وظائف الأعضاء التشريحية، والذي احتوى على عشرين مقالة عن النظريات الطبية، والأغذية الصحية والأعشاب الطبية، وطب النساء. كما يعد من أوائل الكتب الطبية التي أفردت قسمًا للحديث عن الأمراض الجلدية. ومن الكتب الهامة أيضًا كتاب القانون في الطب الذي انقسم إلى خمس مجلدات: احتوى المجلد الأول على خلاصة وافية للمبادئ الطبية، والثاني مرجع للأدوية المخدرة، والثالث يصف أمراض الأعضاء كل على حدة، والرابع يناقش الأمراض التقليدية وبه قسم للتدابير الصحية الوقائية، والخامس به وصفات للأدوية المجمعة. لذا، فقد كان للقانون تأثيره الكبير في المدارس الطبية والمؤلفين الطبيين المتأخرين.
اهتم الأطباء المسلمون أيضًا بما يعرف الآن بالطب الوقائي، وكانت لهم كتب تهتم بكيفية الحفاظ على الصحة، عن طريق الحفاظ على نظافة البيئة المحيطة وسبل التغذية السليمة، وممارسة الرياضة للحفاظ على الجسم. لعل أشهرها كتاب تقويم الصحة لابن بطلان الذي كانت له شعبيته في أوروبا العصور الوسطى، وبه يدلل على تأثير الثقافة العربية على بدايات الحضارة الأوروبية الحديثة. إضافة إلى الكتب التي تناولت مواضيع طبية أخرى مثل صحة المسنين ككتاب طب المشايخ لابن الجزار، واضطرابات النوم ككتاب لنسيان وطرق تقوية الذاكرة لابن الجزار أيضًا.
وقد استفادت أوروبا من الترجمات للكتب الطبية الإسلامية على يد مترجمين أمثال جيراردو الكريموني الذي ترجم جزء الجراحة من كتاب التصريف لمن عجز عن التأليف للزهراوي إلى اللاتينية، واستخدم من حينها في كليات الطب الأوروبية لقرون، وظلوا يصدرون منه الطبعات حتى نحو عام 1770. كما ترجم قسطنطين الأفريقي كتاب زاد المسافر وقوت الحاضر لابن الجزار وكتاب القانون في الطب لابن سينا وكتاب الجامع الكبير للرازي.
وقد ظلت بعض المؤلفات الطبية للمسلمين ككتاب القانون في الطب لابن سينا والحاوي في الطب للرازي والتصريف لمن عجز عن التأليف للزهراوي، تدرس في جامعات أوروبا حتى القرن الثامن عشر.
كما قدم المسلمون أعمالاً في مجال الأخلاقيات الطبية، ويعد كتاب أدب الطبيب للرهاوي أقدم الأعمال العربية في مجال أخلاقيات الطب الذي اعتمد فيه على أعمال أبقراط وجالينوس. وقد وصف الرهاوي في كتابه الأطباء بأنهم «رعاة الروح والجسد»، وكتب فيه عشرين فصلاً في مختلف العناوين المرتبطة بالأخلاقيات الطبية. كما اهتم الرازي أيضًا بالأخلاقيات الطبية، والتي كتب فيها كتابًا بعنوان أخلاق الطبيب. في هذا الكتاب، كتب الرازي عن أهمية الحالة المعنوية للمريض. كما اعتقد أنه ليس فقط من الضروري للطبيب أن يكون حاذقًا في مجاله، بل يجب أن يكون نموذجًا يحتذى به. انقسمت أفكاره حول الأخلاقيات الطبية إلى ثلاث مفاهيم: مسؤولية الطبيب عن مرضاه، ومسؤوليته أمام نفسه، إضافة إلى مسؤولية المريض أمام الطبيب.

## أشهر الأطباء المسلمين
اشتهر الكثير من الأطباء المسلمين، وكانت لهم اسهاماتهم المتميزة التي أعلت من مكانتهم، كأبي بكر الرازي الذي أطلق عليه «جالينوس العرب» لما قدّمه من مؤلفات وإنجازات في الطب، كما يعتبره البعض أبا الطب الإسلامي، وأعظم الأطباء في العالم الإسلامي، بالإضافة إلى شهرته كطبيب، فقد كان الرازي عالمًا موسوعيًا، له مائتي مصنف نصفها في الطب. ويعد الرازي أول من أرجع سبب الإصابة ببعض الأمراض إلى أسباب وراثية[ ؟ ]. وقد كان الرازي «أول الأطباء المسلمين في العصور الوسطى ممارسة للطب بطريقة شاملة وموسوعية، متفوقًا على جالينوس  نفسه. وقد اشتهر الرازي بأنه أول من وصف وفرّق بين مرضي الجدري والحصبة على نحو دقيق». لمع منهم أيضًا الزهراوي الذي عدّه الغرب «أبو الجراحة الحديثة»، وابن النفيس مكتشف الدورة الدموية الصغرى. وابن الجزار صاحب كتاب زاد المسافر وقوت الحاضر.
لمع منهم أيضًا الطبيب والفيلسوف المسلم ابن سينا لأعماله العلمية، وبالأخص لكتاباته في الطب. كما اشتهر ابن سينا لكتابيه القانون في الطب وهو الأشهر، وكتاب الشفاء. وقد غطت أعماله الأخرى مواضيع حول أدوية القلب، وعلاج أمراض الكلى. لُقب ابن سيناء بأمير الأطباء وزعيمهم، وكان أكثر الأطباء حجة في القرون الوسطى، وقد ترجمت كتبه في الطب إلى معظم لغات العالم وظلت تقريباً ستة قرون المرجع العالمي في الطب، واستخدمت كأساس للتعليم في جامعات فرنسا وإيطاليا وظلت تدرس في جامعة مونبلييه حتى أوائل القرن التاسع عشر

## إنجازات المسلمين في الطب

### التشريح وعلم وظائف الأعضاء

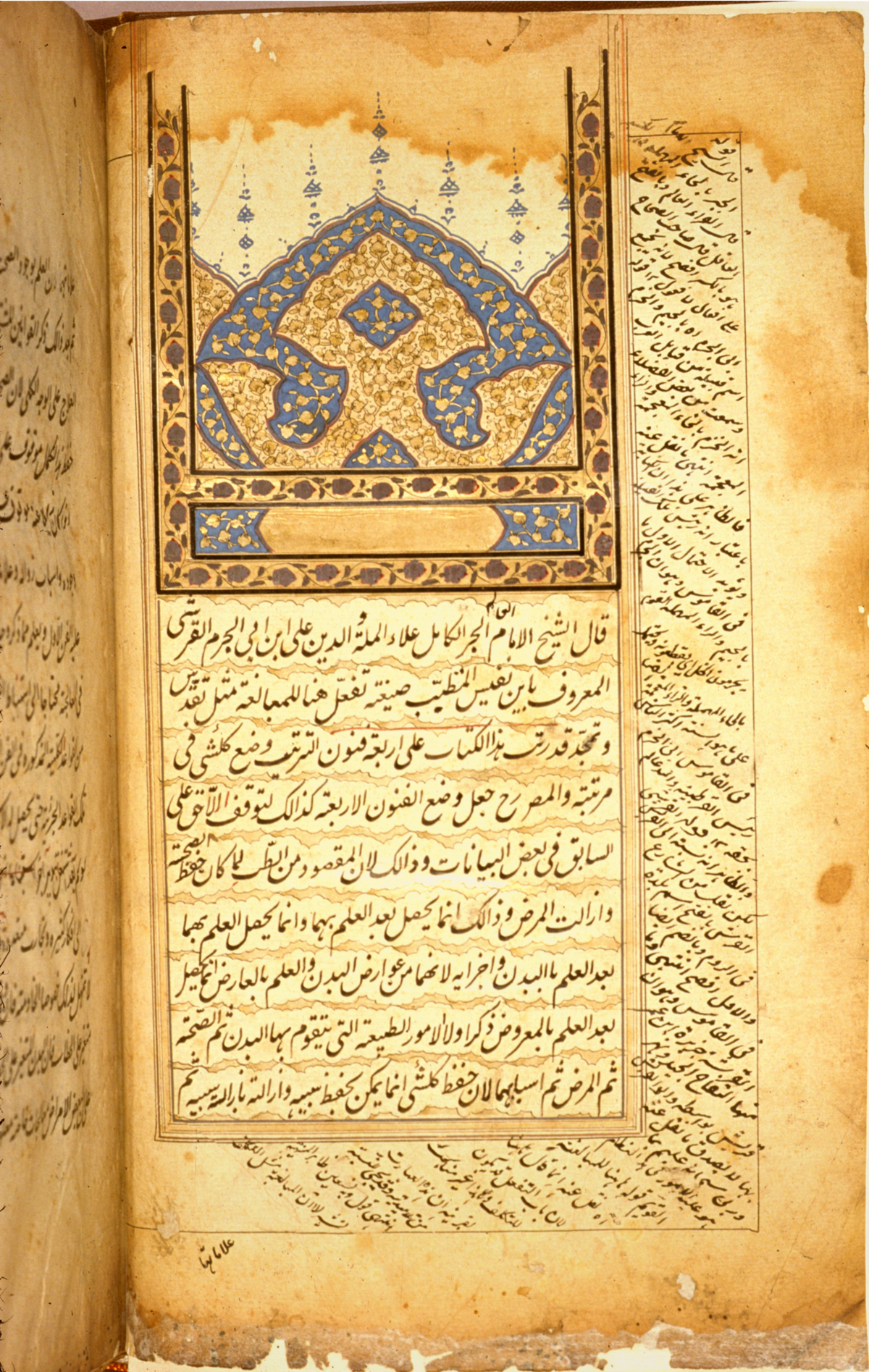
مقدمة كتاب طبي لابن النفيس مكتشف الدورة الدموية الصغرى.

كان لابن النفيس فضلاً كبيرًا في تقدم علم التشريح وعلم وظائف الأعضاء، ولكن من غير المؤكد إنه توصل إلى ما توصل إليه عن طريق تشريح الإنسان، لاستنكاف ابن النفيس ممارسة التشريح لتعارضه مع الشريعة وشفقته على أجساد البشر.
يعتقد أن الأطباء الإغريق قد عرفوا مسارات الدم في أجساد البشر. إلا أنه كان هناك تساؤل حول كيفية تدفق الدم من البطين الأيمن للقلب إلى البطين الأيسر، قبل أن يتم ضخ الدم إلى باقي الجسم. وقد ذكر جالينوس في القرن الثاني الميلادي، أن الدم يصل إلى البطين الأيسر عبر مسارات غير مرئية في الحاجز البطيني. وفي القرن الثالث عشر الميلادي، اعتبر ابن النفيس أن فرضية جالينوس تلك خاطئة، بعد أن اكتشف أن الحاجز البطيني لا يمكن اختراقها، وليس به أي نوع من المقاطع غير المرئية، مما يفند افتراض جالينوس. بدلاً عن ذلك، اكتشف ابن النفيس أن انتقال الدم من البطين الأيمن إلى البطين الأيسر يتم عن طريق الرئتين، وهو ما عرف باسم الدورة الدموية الصغرى. غير أن كتاباته عن هذا الاكتشاف لم تكتشف إلا في القرن العشرين،
وكان ويليام هارفي قد اكتشف تلك النظرية بصورة مستقلة بعد ابن النفيس بقرون.

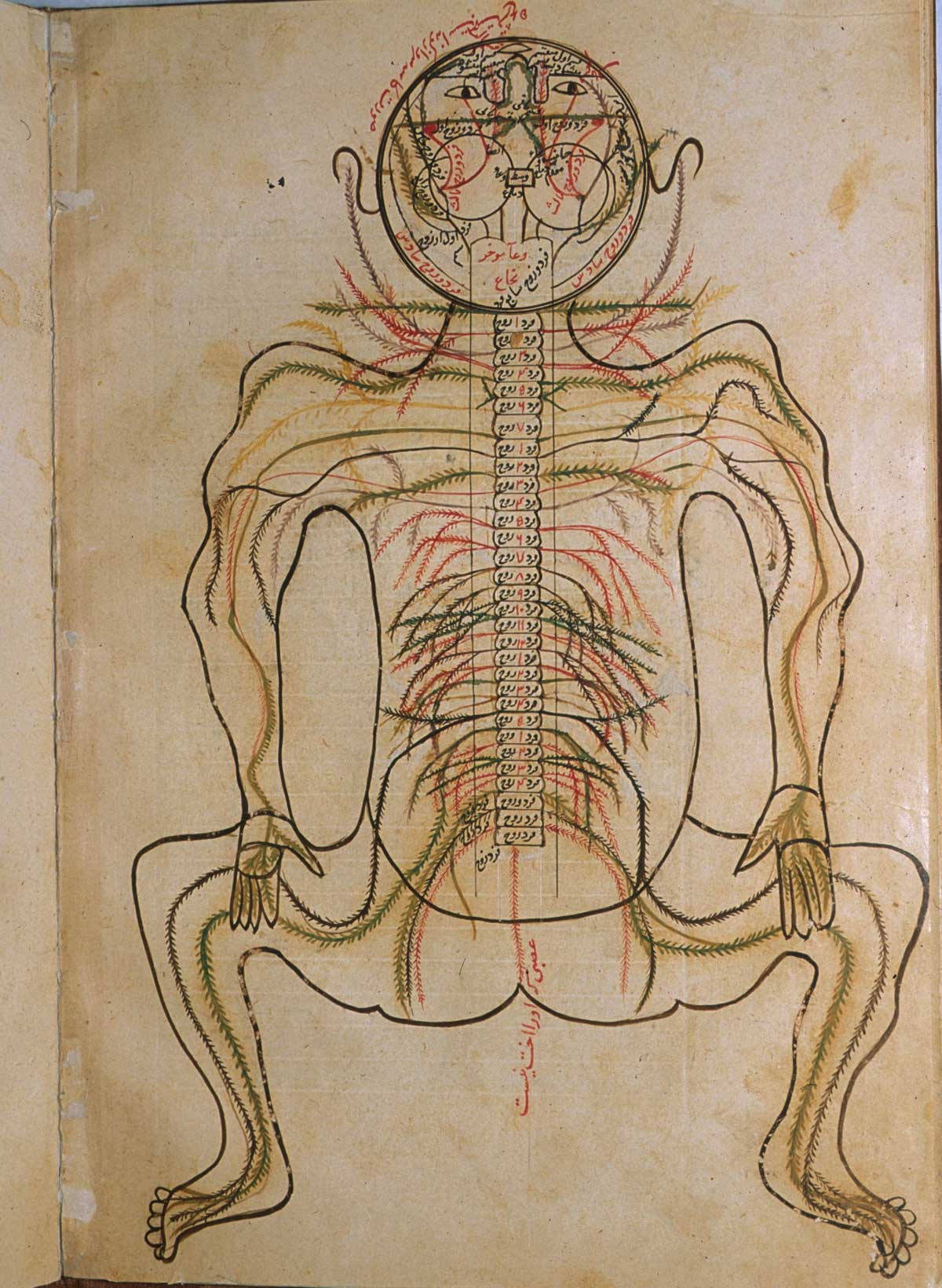
تشريح بدن إنسان لمنصور بن إلياس

كما وصف ابن أبي الأشعث وظائف المعدة على أسد حي، في كتابه الغادي والمغتدي. حيث كتب:
دوّن ابن أبي الأشعث ملاحظاته تلك عام 959، وبعد نحو 900 عام، أعاد وليم بومونت وصف تلك الوظائف، مما يجعل ابن أبي الأشعث رائدًا في علم وظائف الأعضاء التجاربي.
ذكر جالينوس في كتابه De ossibus ad tirones، أن الفك السفلي يتكون من جزأين، وهو ما يمكن إثباته عند طهيه، فإنه ينقسم من عند منتصفه. بينما كان موفق الدين عبد اللطيف البغدادي في زيارة لمصر، صادف العديد من بقايا الهياكل العظمية لأشخاص لقوا حتفهم من الجوع بالقرب من القاهرة. فحص البغدادي الهياكل، وتوصل إلى أن الفك السفلي يتكون من قطعة واحدة لا قطعتين كما اعتقد جالينوس. كما كتب في كتابه الإفادة والاعتبار في الأمور المشاهدة والحوادث المعاينة بأرض مصر :
لسوء الحظ، لم يهتم أحد ممن كتبوا في الطب باكتشاف البغدادي، وربما كان ذلك لأنه دوّن اكتشافه هذا في كتاب عن جغرافيا مصر. وقد يكون سبب تجاهل ذاك الاكتشاف، أنه لم يكن العلماء في ذاك الوقت يتقبلون فكرة تخطئة أفكار المؤلفين القدامى.

### البصريات وطب العيون
اعتقد الإغريق أن الرؤية تحدث نتيجة انبعاث أشعة من العين تسمح برؤية الأشياء. وفي القرن الحادي عشر، خالف ابن الهيثم تلك النظرية، وأثبت ابن الهيثم خطأها عبر جهاز بصري. ساعد تشريح ابن الهيثم للعين، على وضع أساس نظريته حول تكون الصورة، والتي شرحها عبر إسقاط أشعة الضوء خلال وسطين مختلفي الكثافة، أي أنه أثبت نظريته بالتجارب المعملية. وفي القرن التالي، ترجم كتابه المناظر إلى اللاتينية، وظل يدرّس في العالم الإسلامي وأوروبا على حد سواء، حتى القرن السابع عشر.

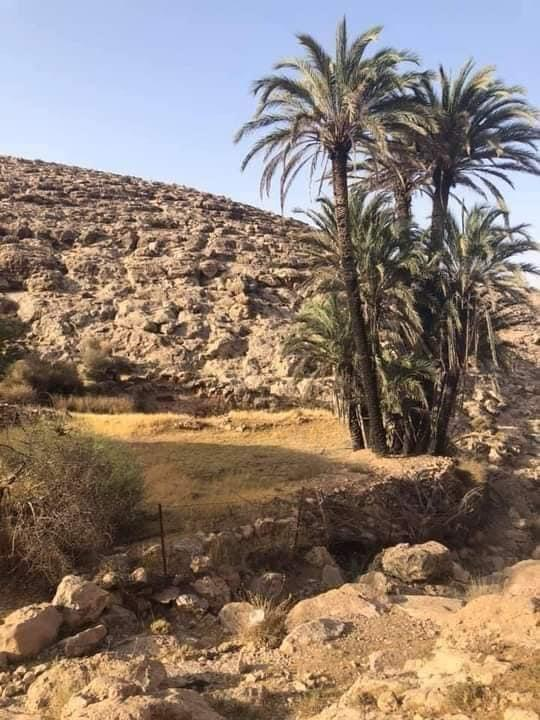
تشريخ للعين أجراه كمال الدين الفارسي في القرن الثالث عشر اعتماداً على أفكار ابن الهيثم

قد لمع الأطباء المسلمون في طب وجراحة العيون بالأخص، معتمدين على ما خلفه ابن الهيثم في هذا المجال من أعمال ظلت مرجعًا في هذا المجال حتى بداية العصر الحديث. يقول تشارلز سنجر:«كتاب ابن الهيثم المناظر في علم البصريات متقدم جداً عن علم اليونان في هذا الموضوع، وليس له نظير قط بين مؤلفات اليونان جميعاً»
درس أيضًا المسلمون أعين الحيوانات، وعرفوا منها أن حركة مقلة العين سببها انقباض عضلات العين، أما حركة الحدقة فسببها انقباض وانبساط القزحية. وقد وضع علي بن عيسى الكحال كتابًا سماه «رسالة في تشريح العين وأمراضها الظاهرة وأمراضها الباطنة»، ترجم إلى اللاتينية، وكان له أثره على علم طب العيون في أوروبا في العصور الوسطى. كما وضع صلاح الدين بن يوسف الكحال كتابه «نور العيون وجامع الفنون» الذي يعد أكبر مرجع جامع في أمراض العين، واشتمل على وصف العين والإبصار، وأمراض العين وأسبابها وأعراضها، وكيفية الحفاظ على صحة العين، إضافة إلى الأمراض التي تصيب الجفون والملتحمة والقرنية والحدقة، والأدوية المستخدمة في علاجها.
كان للجراحة أهميتها في علاج أمراض العين المستعصية كالرمد الحبيبي وإعتام عدسة العين. ومن المضاعفات الشائعة لمرض الرمد الحبيبي إصابة أنسجة في قرنية العين، وقد اعتقد الأطباء المسلمون أن تلك الإصابة هي سبب المرض، لذا لجأوا إلى كحت تلك الأنسجة جراحيًا. كانوا يقومون بتلك الجراحة عن طريق «استخدام جهاز يبقي العين مفتوحة خلال الجراحة، ومبضع رقيق جدا للاستئصال» تقنية أخرى كانت تستخدم لعلاج مضاعفات الرمد الحبيبي، تسمى «الظفرة» (بالإنجليزية: pterygium)‏، كانت تستخدم لإزالة الأجزاء الثلاثية الشكل من الملتحمة البصلية على القرنية. كانت تلك الجراحة تتم عن طريق رفع الجزء المصاب بخطافات صغيرة، ثم القطع بمبضع صغير. كانت كلتا الجراحيتين مؤلمتين للغاية للمرضى ومعقدة التنفيذ بالنسبة للطبيب أو مساعديه.
اعتقد الأطباء المسلمون أن إعتام عدسة العين ناجم عن الغشاء السائل الذي يقع بين العدسة والبؤبؤ. تتم الجراحة بإجراء شق صغير في بياض العين بمبضع، وإدخال أنبوب دقيق لدفع إعتام العدسة جانبًا. وبعد انتهاء الجراحة، تغسل العين بمحلول ملحي، وتضمد بقطعة من القطن غمست في محلول من زيت الورود وبياض البيض. كان هناك قلق من أن يعود الإعتام من الجانب ليعتلى العدسة مجددًا بعد العملية، لذا كان ينصح المرضى بأن يستلقوا على ظهورهم لأيام بعد الجراحة.

### الجراحة

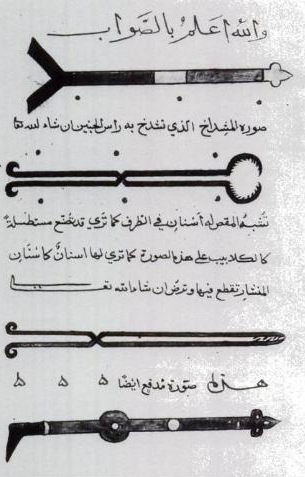
رسوم توضيحية لبعض الأدوات الجراحية التي صنعها الزهراوي من كتاب التصريف لمن عجز عن التأليف.

ساهم نمو وانتشار المستشفيات في العالم الإسلامي قديمًا في انتشار ممارسة الجراحة، حيث كان الأطباء على معرفة بكيفية إجراء العمليات الجراحية لانتشار الكتابات الطبية التي تشمل وصف لكيفية إجراء تلك الجراحات. اتخذ المسلمون من الترجمات للكتابات الطبية القديمة ركيزة لنشر الممارسات الجراحية. لم يكن الأطباء يفضلون إجراء الجراحات لنسب نجاحاتها الضعيفة نسبيًا. وقد برع المسلمون في العديد من العمليات الجراحية، كالتجبير وشق المثانة والفتق، إضافة إلى الحجامة والكي اللتان كانتا من الوسائل العلاجية الشائعة التي استخدمها الأطباء المسلمون قديمًا، وقد كانوا يستخدمونها على نطاق واسع لعلاج العديد من الأمراض. كانوا يستخدمون الكي بقضيب معدني لإيقاف النزيف من الجروح وحمايتها من العدوى. كما عنوا بكتابة الكتب الطبية التي تصف العمليات الجراحية وكيفية إجرائها، بل وكانت لهم اختراعاتهم الجراحية، كالتي صنعها الزهراوي ورسمها في كتابه «التصريف لمن عجز عن التأليف» والتي تصل إلى 200 أداة جراحية، والخيوط الجراحية التي صنعوها من أمعاء القطط والحيوانات الأخرى.
أما الحجامة، فكان يستخدم لإزالة الأخلاط السيئة من جسم المريض. كما استخدموا الفصد لإزالة الدم من الأوردة مباشرة. كانت الحجامة إما «حجامة رطبة» تتم عن طريق شق بسيط في الجلد وسحب الدم بواسطة كوب دافئ. تتسبب الحرارة والشفط إلى الكوب الزجاجي في خروج الدم إلى سطح الجلد وإزالته. أما «الحجامة الجافة»، فتتم باستخدام الكوب الساخن دون شق الجلد، في مناطق معينة من جسم المريض لتخفيف الألم والحكة، وغيرها من الأمراض الشائعة. كانت تلك العمليات تتسبب أحيانًا في جروح وربما وفاة المريض، نتيجة الإهمال أثناء الشق.

### تشخيص الأمراض
ثبت من مؤلفات الأطباء المسلمين، أنهم لم يكونوا فقط حاذقين في تشخيص الأمراض والذي اعتمدوا فيه على الفحص الفيزيائي للجسد وجس النبض ومراقبة البول، وسؤال المريض عما يشتكي، والتدقيق في لون البشرة، والاطمئنان على الزفير والشهيق.
بل برعوا أيضا في فن التفريق بين الأمراض. فعلى سبيل المثال استطاع ابن سينا التفريق بين التهاب السحايا الحاد والثانوي، وبين المغص الكلوي والمعوي، ووصف الرازي بدقة الفارق بين مرضي الجدري والحصبة لتشابه الأطوار الأولى للمرضين، وسجله في كتابه «رسالة في الجدرى والحصبة». كما وصف ابن زهر خراج الحيزوم والتهاب التامور الانسكابي والجاف. كما ربط الأطباء المسلمين بين شكل الأظافر ومرض السل. وينسب لابن سينا توصّله إلى احتمالية انتقال الأمراض عبر الهواء، وآرائه الثاقبة حول نسبة بعض الأمراض إلى الظروف النفسية، وتوصيته باستخدام الملقط في الولادات المعقدة بسبب الضائقة الجنينية، وتمييزه بين شلل العصب الوجهي الناجم عن مرض في المخ والناجم عن سبب موضعي. ووصفه لعدوى ديدان غينيا والتهاب العصب الثالث.
وصف المسلمون أيضًا علاج لليرقان والهواء الأصفر، واستعملوا الأفيون بمقادير مختلفة لعلاج الجنون. كما وصفوا صب الماء البارد لإيقاف النزيف، وعالجوا خلع الكتف بردّه فجائيًا. وأرجعوا سبب مرض البواسير إلى قبض المعدة، ونصحوا بتناول المأكولات النباتية علاجًا لها.
وقد اكتشف ابن سينا مرض الإنكلستوما وكتب عنها في الباب الخاص بالديدان المعوية في كتابه القانون في الطب، واسماها بالدودة المستديرة. كما وصف داء الفيل وكيفية انتشاره في الجسم، ومرض النار الفارسية. وقد اكتشف ابن ربن الطبري الحشرة المسببة لداء الجرب ووصفها في كتابه «المعالجة الأبقراطية». كما كان الزهراوي أول من يصف الحمل المنتبذ، إضافة إلى وصفه للطبيعة الوراثية لمرض الناعور.
كما اهتموا بالعلاج النفسي، فقد قسّم الرازي علم المعالجة إلى قسمين : العلاج البدني والعلاج الروحاني. يختص العلاج البدني بالأمراض العضوية بينما يهتم العلاج الروحاني بالنفس ذاتها. واعتقد بأنه لكي يفهم الطبيب طبيعة الجسد، فإنه في حاجة لأن يكون على دراية بالمعرفة الطبية والروحانية للجسد.

## البيمارستانات
تطورت المستشفيات في بداية العهد الإسلامي، وأطلقوا عليها اسم البيمارستان، وهي كلمة فارسية تعني «بيت المرضى.» نشأت فكرة المستشفيات كأماكن لعلاج المرضى على يد الخلفاء الأوائل. وتعد باحة المسجد النبوي في المدينة المنورة في عهد النبي محمد، أول مستشفى في الإسلام. كان ذلك خلال غزوة الخندق، حيث أمر النبي بنصب خيمة ليعالج فيها الجرحى. ومع الوقت، وسّع الخلفاء والحكام البيمارستانات لتشمل الأطباء والصيادلة.
وقد بنى الخليفة الأموي الوليد بن عبد الملك أول بيمارستان في دمشق عام 88 هـ/707 م. كان بالبيمارستان طاقم من الأطباء مدفوعي الأجر، كما كان مجهزًا تجهيزًا جيدًا. كان يعالج فيه المكفوفين، والمجذومين وغيرهم من المعاقين، حيث كان مرضى الجذام يعزلون عن بقية المرضى. وقد اعتقد البعض أن البيمارستان ما هو إلا مكان لعزل المجذومين، لأنهم كانوا يجمعون به. أما أول مستشفى إسلامي حقيقي فقد بني في عهد الخليفة هارون الرشيد، عندما دعا الخليفة الطبيب جبريل بن بختيشوع لبناء بيمارستان جديد في بغداد. حقق هذا البيمارستان شهرته سريعًا، فكان سببًا في انتشار البيمارستانات في بغداد.

### مميزات البيمارستانات
مع تطور البيمارستانات في العهد الإسلامي، أصبحت هناك مميزات خاصة بها، فقد كانت تعتمد على العلوم لا مكان للكهانة فيها، كما عالجت جميع البشر بغض النظر عن عرقه أو دينه أو جنسيته أو جنسه. وتدل وثائق الوقف الإسلامي أنه لم يطرد منها أحد أبدًا، كما كان هدف العاملين الأسمى هو مساعدة المرضى. لم يكن هناك وقت محدد بعده يطرد المريض من البيمارستان; حيث تثبت وثائق الوقف أنه كان من الحق المرضى أن يبقوا في البيمارستانات حتى يتعافوا تمامًا. كان هناك قسمين متساويين أحدهما للرجال والآخر للنساء، كان بها أقسام منفصلة للأمراض العقلية والأمراض المعدية والأمراض غير المعدية والجراحة والصيدلة وأمراض العيون، ولكل قسم فريق من الأطباء والممرضين من نفس الجنس. كل بيمارستان به قاعة للدروس ومطبخ وصيدلية ومكتبة ومسجد وأحيانًا كنيسة للمرضى المسيحيين. وعادة ما كانت هناك بعض الفقرات الترفيهية والموسيقية للترويح عن المرضى.
لم تكن البيمارستانات أماكن للعلاج فقط، ولكنها كانت بمثابة مدارس طبية لتعليم وتدريب طلاب الطب. كانت العلوم الأساسية تدرس على يد معلمين خاصين. وقد كانت البيمارستانات الإسلامية أولى المستشفيات التي تحتفظ بسجلات مكتوبة عن حالة المرضى وعلاجهم. كان الطلاب هم المسؤولين عن تدوين حالة المرضى، تحت إشراف الإطباء.
خلال عهد الخلافة العباسية، كانت الرخصة الطبية إلزامية. ففي عام 931 م، علم الخليفة المقتدر بوفاة أحد الأشخاص نتيجة خطأ طبي. فأمر سنان بن ثابت بن قرة بأن يختبر الأطباء ويمنع من يرى عدم أهليته منهم. ومنذ ذاك الحين، أصبحت الاختبارات ضرورية، ولا يمارس الطب سوى المؤهلين لذلك.

## الصيدلة
اهتم العرب بترجمة المؤلفات الطبية، واهتموا أيضًا بترجمة الكتب التي تناولت طب الأعشاب كأعمال ديسقوريدوس وجابوا الأمصار يصفون نباتاتها وخواصها، وكانت لهم كتبهم في وصف النباتات كأعمال ابن البيطار وداود الأنطاكي، وابن التلميذ صاحب كتاب الأقربازين الكبير الذي ظل مرجعًا أساسيًا في علم صناعة الدواء في البيمارستانات في عصر الحضارة الإسلامية.

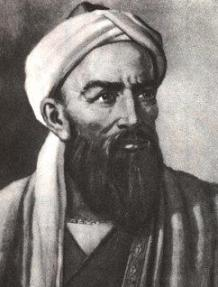
أبو الريحان البيروني

أصبحت الحضارة الإسلامية أول حضارة عرفت فيها التركيبات الدوائية بصورة علمية فعالة، كما تم تأسيس أولى الصيدليات في التاريخ، يقول أحد الكتَاب الغربيين ميرهوف:"ظل علماء العقاقير الطبية في أوروبا يستخدمون المؤلفات العربية في الصيدلة ويستعينون بها حتى سنة 1830م تقريباً.
كانت نشأة علم الصيدلة كعلم واضح المعالم ومهنة مستقلة في بداية القرن التاسع على يد العلماء المسلمين. فقد ذكر البيروني أن «الصيدلة أصبحت مستقلة عن الطب لغويًا كانفصال علم العروض عن الشعر، والمنطق عن الفلسفة، لأنها عامل مساعد للطب أكثر منها كونها تابعة له». كما كانت المهنة على قدر عالٍ من التنظيم، فلم يكن الصيادلة الحق في ممارسة المهنة إلا بعد الترخيص لهم، وقيد أسمائهم بجداول خاصة بالصيادلة، كما كان لكل مدينة مفتش خاص للصيدليات وتحضير الأدوية.
استخدم الأطباء المسلمون في العصور الوسطى النباتات والمواد الطبيعية كنوع من العلاج أو الدواء وكمصدر للعقاقير الطبية بما في ذلك الخشخاش المنوم والقنب. قبل الإسلام في الجزيرة العربية، لم يكن الخشخاش والقنب معروفين، حيث عرف المسلمون القنب القادم من الهند في القرن التاسع، بعد أن اطلعوا على الثقافة والأدب الطبي للفرس والإغريق. كما نقلوا عن ديسقوريدوس الذي اعتبروه أعظم علماء النبات القدامى، أنه أوصى ببذور القنب لتهدئة آلام الفك وعصيره لأوجاع الأذن. منذ عام 800 ولقرنين تاليين، اقتصر استخدام الخشخاش على الأغراض العلاجية. إلا أن الجرعات في كثير من الأحيان كانت تتجاوز الحاجة الطبية. أما الخشخاش فقد وصفه يوحنا بن ماسويه لتخفيف آلام نوبات الحصاة الصفراوية والحمى وعسر الهضم والعين والرأس وأوجاع الأسنان وذات الجنب وكمنوّم. على الرغم من فوائد الخشخاش الطبية، فقد حذر ابن ربن الطبري من أن خلاصة أوراق الخشخاش قاتلة، وأن خلاصة الأفيون سامة. كما استخلص المسلمون أدوية جديدة من السنامكي والكافور والصندل والراوند والمسك وجوز القيء والتمر الهندي والحنظل وخانق الذئب وغيرها.

### التخدير والمطهرات
كان التخدير والمطهرات من الأمور المهمة في الجراحة عند الأطباء المسلمين القدامى. قبل تطوّر التخدير والمطهرات، كانت الجراحة مقتصرة على الكسور والخلع وبتر الأطراف. حاول الأطباء المسلمون منع الإصابة بالعدوى عند إجراء الجراحات، فكانوا يغسلون المريض قبل الجراحة وبعدها، كما كانوا ينظفون المكان بالكحول أو زيوت الورود أو بخليط منهما أو بمحلول ملحي أو بالخل، وهي مواد لها خصائص مطهرة. كما استخدموا الأعشاب المختلفة وراتنجات منها اللبان والمر والقرفة لمنع العدوى، لكنه من غير المعروف على وجه الدقة مدى فعالية تلك المواد في الوقاية من التسمم. كان الأفيون معروفًا كمسكّن للألم منذ القدم؛ كما استخدمت غيرها من المخدرات كالبنج الأسود والشوكران وعنب الذئب وبذور الخس لعلاج الألم. كانت بعض هذه الأدوية وخاصة الأفيون، تتسبب في النعاس، وقد أكد بعض علماء المعاصرين أنها كانت تستخدم لإفقاد الشخص وعيه قبل الجراحة. كما استخدم الأطباء المسلمون أيضًا كلوريد الزئبق الثنائي لتطهير الجروح.

## أثر المسلمين في الطب
ساعد تقبّل المسلمين في العصور الوسطى للأفكار الجديدة ومحافظتهم على النصوص القديمة، على تقدم الطب في خلال تلك الفترة، فقد أضافوا للأفكار والتقنيات الطبية القديمة، وطوّروا العلوم الطبية وما يتعلق بها، وعززوا المعرفة الطبية في مجالات مثل الجراحة وفهم جسم الإنسان، على الرغم من عدم اعتراف العديد من الباحثين الغربيين بأثر المسلمين على الطب، معتبرين أنهم لم يكن لهم أثر مستقل عن الطب الروماني والإغريقي القديم. وقد عارض جورج سارتون القول بأن العرب ما هم إلا نقلة مهرة للعلوم ولم يضيفوا إليها قائلاً : «إن بعض الغربيين الذين يستخفون بما أسداه الشرق إلى العمران، يصرحون بأن العرب والمسلمين نقلوا العلوم القديمة، ولم يضيفوا إليها شيئًا... هذا الرأي خطأ... لو لم تنقل إلينا كنوز الحكمة اليونانية، ولولا إضافات العرب الهامة، لتوقف سير المدنية بضعة قرون...»

### باللغة الإنجليزية
- Morelon، Régis؛ رشدي، راشد (1996). Encyclopedia of the History of Arabic Science. Routledge. ج. 3. ISBN:0-415-12410-7.
- Browne، Edward G. (2002). Islamic Medicine. Goodword Books. ISBN:81-87570-19-9.
- Dols، Michael W. (1984). Medieval Islamic Medicine: Ibn Ridwan's Treatise "On the Prevention of Bodily Ills in Egypt". Comparative Studies of Health Systems and Medical Care. University of California Press. ISBN:0-520-04836-9.
- Pormann، Peter E.؛ Savage-Smith، Emilie (2007). Medieval Islamic Medicine. Edinburgh University Press. ISBN:0-7486-2066-4.
- Porter، Roy (2001). The Cambridge Illustrated History of Medicine. Cambridge University Press. ISBN:0-521-00252-4.
- Saunders، John J. (1978). A History of Medieval Islam. Routledge. ISBN:978-0-415-05914-5.
- Ullmann، Manfred (1978). Islamic Medicine. Islamic Surveys. Edinburgh: Univ. Press. ج. 11. ISBN:0-85224-325-1.

### باللغة العربية
- عفيفي، محمد الصادق (1977). تطور الفكر العلمي عند المسلمين. مكتبة الخانجي بالقاهرة.
- طوقان، قدري حافظ. علماء العرب وما أعطوه للحضارة. دار الكتاب العربي.
- أثر العرب والإسلام في النهضة الأوروبية. الهيئة المصرية العامة للتأليف والنشر. 1970دراسة لمركز تبادل القيم الثقافية بالتعاون مع منظمة الأمم المتحدة للتربية والعلوم والثقافة (يونسكو){{استشهاد بكتاب}}:  صيانة الاستشهاد: postscript (link)
- العقاد، عباس محمود (1998). أثر العرب في الحضارة الأوروبية. دار نهضة مصر.
- محاسنة، محمد حسن (2001). أضواء على تاريخ العلوم عند المسلمين. دار الكتاب الجامعي بالعين.

## روابط خارجية
- موقع الطب الإسلامي.
- مخطوطات في مكتبة الطب الوطنيَّة الأمريكية.
- التأثر على التطور التاريخي للطب تأليف البروفيسور حامد عبد الرحيم إياد.
- الزهراوي - ضوء على الطب في أوروبا خلال العصور الوسطى تأليف الدكتور شريف كف الغزال.
- تأثير الفلسفة والأخلاق الإسلامية على تطور الطب خلال العصر الذهبي للإسلام تأليف الدكتور شريف كف الغزال.
- النظرة الإسلامية عن بعض الممارسات الطبية.